# 俵一
俵 一（たわら はじめ、1946年10月15日 - ）は、東京都出身の俳優、声優。

## 出演作品

### テレビドラマ

#### NHK
- 大河ドラマ
  - 獅子の時代（1980年）
  - 山河燃ゆ（1984年） - 小田上等兵
  - 春の波涛（1985年） - 座員
  - 新大型時代劇 / 真田太平記（1985年） - 瀬戸伴蔵
  - 太平記（1991年）
  - 信長 KING OF ZIPANGU 第12話「尾張統一」（1992年） - 朝比奈泰能
  - 炎立つ（1993年） - 藤原季兼
  - 毛利元就（1997年） - 香川行景
- ドラマ人間模様 / 続・続 事件（1980年）
- 新春ドラマスペシャル / 男子の本懐（1981年）
- 勇者は語らず いま、日米自動車戦争は 第1話「いま、日米自動車戦争は」（1983年）
- 連続テレビ小説
  - 澪つくし（1985年）
  - あぐり 第10話「父の背中」（1997年）
- 月曜ドラマシリーズ / ハート 第1話（2001年）

#### 日本テレビ
- 俺たちの朝 第28話「母と不良少女とすんません」（1977年） - エイコの情夫 役
- 新五捕物帳 第16話「おらが村にも春が来た」（1978年）
- 大追跡 第20話「日の丸愚連隊」（1978年）
- 俺はご先祖さま 第13話「ヨーコとミミは瓜ふたつ」（1982年）
- 火曜サスペンス劇場 / 松本清張の坂道の家（1983年）

#### TBS
- 夜明けの刑事 第57話「相対死した娘の謎!!」（1976年）
- 青春の門 第二部「自立編」 第18話（1978年）
- 水曜劇場 / 茜さんのお弁当 第4話「俺の甲子園」（1981年） - 中村
- 花王 愛の劇場
  - 流れる星は生きている（1982年）
  - わが子よII（1982年）
  - 空への手紙（1999年）
- 日立テレビシティ / はじめての情事（1983年）

#### フジテレビ
- ゴールデンドラマシリーズ / 飢餓海峡 第4話（1978年）
- 旅がらす事件帖 第17話「明日に別れのたむけ花」（1981年） - 浜田
- 闇を斬れ 第26話「田沼意次没落の日」（1981年）
- 時代劇スペシャル / 浪人八景 雪太郎風流剣（1982年）
- 金曜劇場 / 早春スケッチブック 第1、2、4話（1983年）
- 夏の嵐 第61話（1989年）

#### テレビ朝日
- スーパー戦隊シリーズ
  - 秘密戦隊ゴレンジャー 第75話「真赤な火炎地獄!! ストーブ仮面の陰謀」（1977年） - イーグル隊員
  - 未来戦隊タイムレンジャー（2000年 - 2001年） - 伊吹長官
    - 第9話「ドンの憂鬱」（2000年）
    - 第19話「月下の騎士」（2000年）
    - 第27話「小さな故郷」（2000年）
    - 第42話「破壊の堕天使」（2000年）
    - 第43話「歴史修正指令」（2000年）
    - 第46話「未来との断絶」（2001年）
    - 第48話「未来への帰還」（2001年）
- 超神ビビューン 第33話「妖怪が自動車に? とばせビビューンカー!!」（1977年） - アベック
- ザ・ハングマン
  - ザ・ハングマン（1981年）
    - 第20話「恐怖の水中逆さ吊り」
    - 第28話「強盗を飼う警部」

  - ザ・ハングマンII（1982年）
    - 第18話「さらわれた女子大生 救出トンビ作戦」
    - 第23話「女帝と社長の色と欲 ニセ秘宝展をあばけ」
- 特捜最前線
  - 第211話「自供・檻の中の野獣!」（1981年）
  - 第228話「通り魔・あの日に帰りたい!」（1981年）
  - 第371話「7月の青春レクイエム!」（1984年）
  - 第423話「破獄48時間・水色の傘の女!」（1985年）
  - 第431話「単身赴任・妻たちの犯罪パーティー!」（1985年）
  - 第462話「大崎の女・凍死トリック、死を招く雨!」（1986年）
- 土曜ワイド劇場
  - 松本清張の書道教授・消えた死体（1982年）
  - 探偵・神津恭介の殺人推理 第1作「高木彬光の刺青殺人事件」（1983年）
  - 江戸川乱歩の美女シリーズ（天知茂版） 第24作「妖しい傷あとの美女」（1985年）
  - 隠しカメラの人妻（1985年）
  - タクシードライバーの推理日誌
    - 第8作「愛と死の殺人迷路 東京－新潟 350kmを死体が走った?!」（1998年）
    - 第11作「亡霊殺人」（1999年）
- 西部警察 PART-II 第32話「狙われたシンデレラ」（1983年）
- ゴリラ・警視庁捜査第8班
  - 第25話「悲しい街角」（1989年）
  - 第44話「出発 -たびだち-」（1990年）
- はぐれ刑事純情派
  - 第2シリーズ 第26話「金庫番の女」（1989年）
  - 第7シリーズ 第20話「襲われたバスガイド・偽りの証言」（1994年）
- 代表取締役刑事 第19話「男と女」（1991年）
- はみだし刑事情熱系 PART1 第2話「副都心爆破3秒前」（1996年）

#### テレビ東京
- 大江戸捜査網 第3シリーズ 第514話「母さんと呼んでいいかい?」（1983年）

#### テレビアニメ
- 昆虫物語 新みなしごハッチ（1974年、NET）

### 映画
- 裸の大将放浪記（1981年、現代ぷろだくしょん） - 我孫子駅の客
- 男はつらいよ 寅次郎紙風船（1981年、松竹）
- 南十字星（1982年、東宝） - 大森軍曹
- TARO! TOKYO魔界大戦（1991年、ニュー・センチュリー・プロデューサーズ）
- マークスの山（1995年、松竹）
- CAT'S EYE キャッツ・アイ（1997年、東宝）
- ホワイトアウト（2000年、東宝）

### Vシネマ
- サギ師一平3（2000年、アンカー・フィルムズ）